# Rolf Roenneke
Rolf Roenneke, auch Rolf Roennecke (geboren 31. Juli 1887 in Gmunden, Oberösterreich; gestorben 2. Februar 1964 in Hannover) war ein österreichisch-deutscher Schauspieler, Regisseur, Intendant, Schauspiellehrer und Autor.

## Leben
Rolf Roenneke wurde in der k. u. k. Doppelmonarchie geboren. Er studierte im deutschen Kaiserreich die Fächer Germanistik, Kunstgeschichte und Archäologie, an der Ludwig-Maximilians-Universität München, der Philipps-Universität Marburg sowie der Königlichen Universität zu Greifswald und promovierte als Dr. phil.
In den Jahren 1908 und 1909 nahm Roenneke Schauspielunterricht an der Münchner Schauspiel- und Redekunst-Schule von Otto König sowie bei dem Hofschauspieler Alois Wohlmuth. 1912 debütierte Roenneke am Hoftheater Gera als Ostrick in Shakespeares Hamlet. Im Folgejahr erhielt er ein Engagement als Schauspieler am Königlichen Hoftheater in Dresden, wo er bis in die Zeit des Ersten Weltkrieges hinein auftrat. 1917 wechselte er als Dramaturg und Schauspielleiter nach Karlsruhe an das dortige Hoftheater.
Zur Zeit der Weimarer Republik ging Roennecke 1919 nach Hannover, wo er in der Nachfolge von Willy Grunwald die Intendanz der Städtischen Bühnen übernahm. Damit begann in Hannover die „[...] Ära Roennecke“, die im Zusammenspiel mit Grunwald und später auch Johann Frerking nach dessen Worten in kürzester Zeit das erreichte „[...] was an dieser Stelle seit Menschengedenken vermisst worden ist: [...] Das Selbstverständliche ist endlich Ereignis geworden“. Mit dem Aufschwung der eher avantgardistischen hannoverschen Theater von 1919 bis 1926 begann zugleich auch der Niedergang privater Bühnen. So siechte beispielsweise das Residenztheater in der Marktstraße von Hannover nach dem Skandal um Arthur Schnitzlers Reigen ab 1921 dahin und wurde 1922 schließlich in ein Parkhaus umgewandelt. Unterdessen war Rolf Roenneke dem Hannoverschen Künstlerverein beigetreten. Unter dem Einfluss von Stadtdirektor Heinrich Tramm, der in den 1920er Jahren ebenfalls Mitglied im Theaterausschuss Hannover war und damit auch die städtische Theaterpolitik kontrollierte, wurde „[...] aus Angst vor allzu großer Modernität [... wieder] eine gediegene Mittelline verfolgt“ und bis 1927 schließlich Willy Grunwald vergrault, Johann Frerking auch Rolf Roenneke entlassen.
So verließ Roenneke Hannover 1927 zunächst wieder, um bis 1930 als Intendant erst in Gotha zu arbeiten, 1930 und 1931 dann in Plauen, 1931 und 1932 am Wallnertheater in Berlin und ab 1932 bis 1936 am Landestheater Oldenburg. Nachdem unterdessen die Nationalsozialisten 1933 die Macht ergriffen hatten, wurde Rolf Roenneke 1936 in Berlin Fachgruppenleiter in der Reichstheaterkammer.
Nach dem Zweiten Weltkrieg war Rolf Roenneke insbesondere als Lehrer für Schauspieler tätig, arbeitete daneben aber auch als Gastregisseur sowohl wieder in Hannover als auch in Oldenburg, Wilhelmshaven, Berlin und Hamburg. Rolf Roenneke starb 1964 in Hannover.

## Werke (Auswahl)
- Franz Dingelstedts Wirksamkeit am Weimarer Hoftheater. Ein Beitrag zur Theatergeschichte des 19. Jahrhunderts. 1912.
- Takelwerk. Mancherlei Verse und Vorgänge. Verlag der Schönheit, Dresden 1916; Inhaltsverzeichnis
- Shakespeare’s Königsdramen. Für die Bühne bearbeitet und herausgegeben von Ernst Lewinger, Rolf Roenneke. 8 Bände, Ehlermann, Leipzig/Dresden/Berlin 1914f.
- König Johann. Historisches Drama / William Shakespeare. Bühnen-Ausgabe nach den Schlegelschen Übersetzungen von E. Lewinger, R. Roenneke mit einer Einleitung und Anmerkungen von Julius Ziehen (= Deutsche Schulausgaben, Nr. 105). L. Ehlermann, Dresden [1923]
- Landestheater Oldenburg. 1833-1933. Hrsg. von der Intendanz des Landestheaters: Rolf Roenneke und Gustav Rudolf Sellner. Mit einem Geleitwort von Heinrich Rabeling. [Intendanz d. Landestheaters], Oldenburg i. O. 1933.

## Archivalien
An Archivalien über und von Roenneke finden sich beispielsweise
- handschriftlicher Brief von Rolf Roennecke an Heinrich Stümcke, Dresden, 11. September 1913; im Besitz der Theaterwissenschaftlichen Sammlung Universität zu Köln, Signatur Au 92 15
- 4 Briefe und ein Telegramm aus dem Jahr 1917 von Rolf Roennecke von: Grossherzogliches Hoftheater in Karlsruhe an das Schauspielhaus Düsseldorf / Dramaturgie, heute als Nachlass im Besitz vom Theatermuseum Düsseldorf, Signatur SHD-11186[5]
- ein handschriftlicher Brief von Fritz Droop an Rolf Roennecke  vom 11. November 1922 im Archiv der Stadtbibliothek Hannover, Sammlung Frank Wedekind, Signatur DE-611-HS-258163[6]
- maschinenschriftlicher Brief von Roenneke an Hans Christoph Kaergel vom 16. Januar 1934 in der Sächsischen Landesbibliothek – Staats- und Universitätsbibliothek Dresden (SLUB Dresden), Signatur Mscr.Dresd.y,7,348
- Brief von Rolf Roennecke nach Berlin-Halensee an Paul Rose vom 11. Januar 1950 im Deutschen Literaturarchiv Marbach